# Chiesa di San Giacomo (Barletta)
La prepositura curata di San Giacomo è una delle chiese più antiche di Barletta.
All'epoca della costruzione la chiesa si trovava all'esterno della cinta urbica ed era situata, in posizione strategica, sulla via per Canne. L'attuale edificio religioso è il risultato di numerose sovrapposizioni edilizie avvenute nei secoli e delle vicende urbanistiche che hanno riguardato l'antico  borgo San Giacomo in epoca contemporanea.

## Storia

### Le origini
La prima attestazione del culto cristiano nel luogo è un bassorilievo in pietra dell'Annunciazione, con richiami all'arte longobarda e risalente all'VIII secolo. Le prime testimonianze documentate risalgono al 1158, quando viene menzionata in una bolla di papa Adriano IV, anche se la sua fondazione si pensa possa risalire alla fine dell'XI secolo, per mano degli abitanti di Canne, trasferitisi in quel periodo a Barletta per sfuggire alla distruzione della cittadella da parte di Roberto il Guiscardo, avvenuta nel 1083. Vi sono però ipotesi alternative che farebbero risalire la costruzione della chiesa su antichi ruderi di un tempio pagano dedicato a Iside, Osiride e Oro.
Tale teoria è supportata dal ritrovamento, durante i lavori di restauro eseguiti nel 1910, di alcune medaglie su cui vi sono incise queste divinità egiziane.
Le vicende storiche narrano che una volta giunti a Barletta i Cannesi, dopo la distruzione di Canne ad opera di Roberto il Guiscardo nel 1083, si siano stabiliti lungo i tracciati che conducevano alla loro antica cittadella, in un territorio di loro proprietà, e abbiano fondato la chiesa di San Giacomo, in onore probabilmente ad un'antica chiesa già presente nella cittadella. La chiesa fu subito affidata ai Benedettini, dipendente dall'abbazia della Santissima Trinità di Monte Sacro, nel territorio compreso tra Mattinata e Manfredonia, sul Gargano.
La chiesa abbaziale di San Giacomo, unitamente al borgo omonimo, era probabilmente situata fuori dalla cinta muraria. Questa doveva presentarsi in stile gotico, con tre navate e transetto ma le stratificazioni architettoniche avvenute nel corso degli anni ne hanno modificato i suoi caratteri originari. Il complesso costruttivo presentava anche un monastero, anche detto palactium, un ospedale e il cimitero dei monaci che al contempo fungeva anche da orto per produzione propria. 
Nel 1164 vi fu un primo ampliamento della chiesa testimoniato da un documento notarile che attesta l'acquisto di un quarto di casa con gayfo. L'acquisto fu possibile anche grazie alle ingenti donazioni effettuate dai fedeli che la frequentavano assiduamente.

### Dal periodo federiciano al XVI secolo

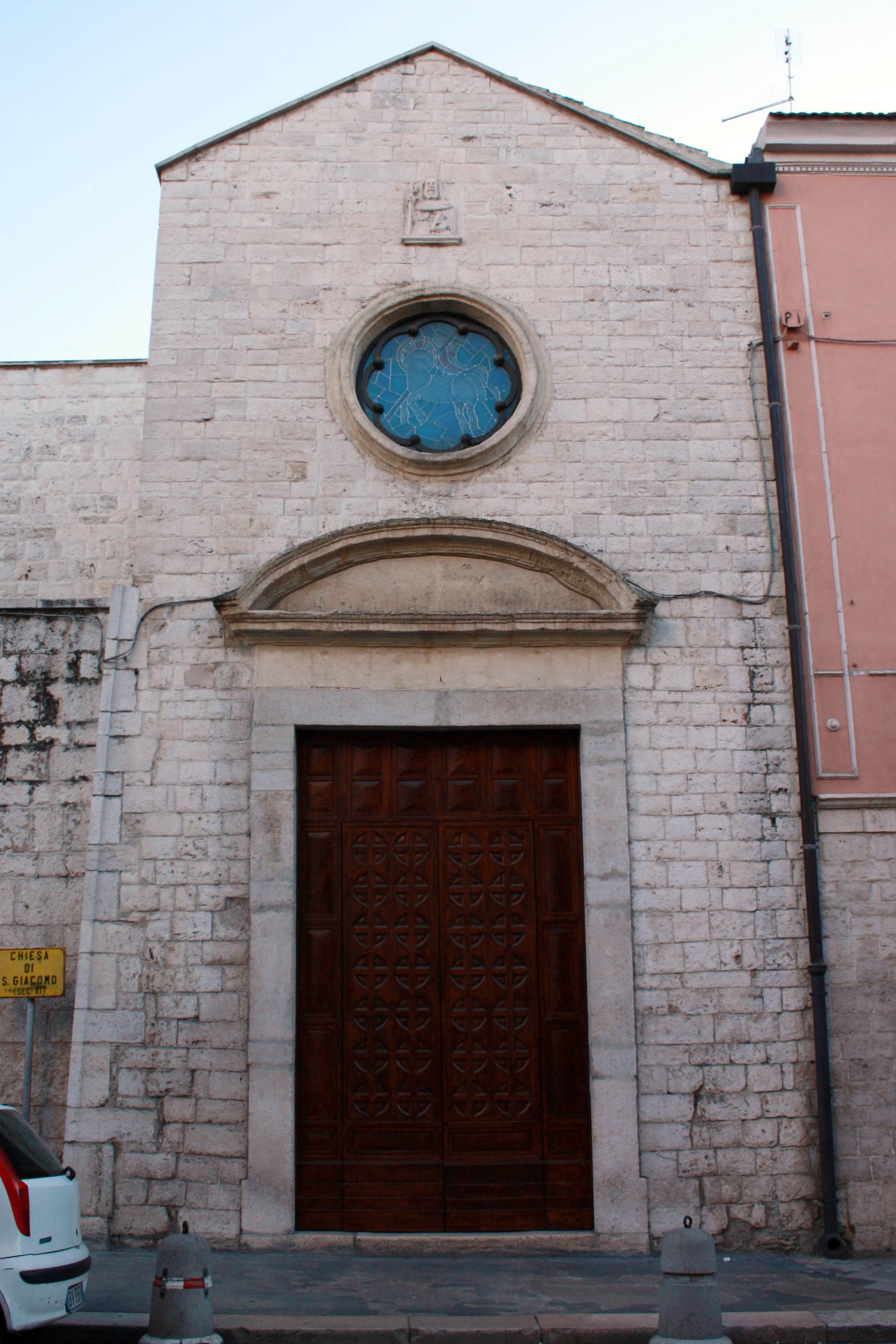
L'attuale accesso principale della chiesa sul fronte nord.

Nel 1205 Federico II concesse alla chiesa di edificare e gestire un mulino, una taverna e un forno, che dovevano rivelarsi utile ad uso religioso e civile, dunque non solo per la comunità benedettina ma anche per gli abitanti della zona. Prosegue intanto il notevole e continuo contributo della chiesa di San Giacomo nei confronti dell'abbazia di Monte Sacro, tanto che alcuni priori di quest'ultima provenivano da Barletta.
Durante i primi anni del XII secolo intorno alla chiesa abbaziale e agli edifici ad essa attigui si venne a formare un vero e proprio borgo extra moenia che presto verrà inglobato all'interno della cinta urbica, prendendo il nome di pittagio di San Giacomo.
Il complesso ecclesiastico si amplia ulteriormente grazie alle donazioni dei fedeli e nel 1317 il cappellanno riesce ad ottenere la conduzione di due case e di una campagna confinante col monastero benedettino, case che poi, alla sua morte, sarebbero divenute di proprietà del convento.
Nel 1348 il monastero ospitò Luigi I d'Ungheria, detto Luigi il grande, venuto per vendicare il fratello Andrea ucciso nel territorio napoletano. 
Gli anni si susseguono con donazioni, dovutamente registrate, sempre più frequenti, in particolar modo dal 1360. È in questo modo che la chiesa di San Giacomo si è venuta a formare: per aggregazione e rifusione di edifici che man mano venivano donati dai fedeli, da sacerdoti o dagli stessi monaci benedettini. L'ultimo documento che attesta la presenza dei benedettini a San Giacomo risale al 1379.
Il 1384 fu un anno tragico per Barletta: l'anno della peste, favorita dalle condizioni igieniche precarie durante l'occupazione della città da parte di Carlo III d'Ungheria. Questa colpì anche i benedettini di San Giacomo, che già in quegli anni si erano notevolmente ridotti in numero, uccidendo quelli che erano ancora in vita. Restavano in vita tuttavia i chierici della chiesa, che spesso, fino al termine del XIX secolo, hanno avuto veri e propri dissidi con quelli della chiesa di Santa Maria Maggiore e della Basilica del Santo Sepolcro. Nel 1390 la chiesa risulta definitivamente in possesso dei chierici secolari. 
Nel 1408 la chiesa fu sottratta alla badia di Monte Sacro e sottoposta al vescovo di Siponto e nel 1481 anche la chiesa garganica passerà definitivamente sotto la tutela del medesimo vescovo, il borgo invece fu consegnato alle dipendenze dei vescovi di Trani e nel 1586, con bolla di Sisto V, anche la chiesa sarà trasferita sotto la mensa del vescovo di Trani. Nel 1538, a causa della sua notevole instabilità, fu abbattuto il vecchio campanile che fu sostituito da archi sotto i quali trovavano posto delle campane di ridotte dimensioni.
Nel 1594 la chiesa di San Giacomo venne istituita parrocchia dall'arcivescovo Giulio Caracciolo, per ovviare alle differenze di importanza sottolineate dai canonici di Santa Maria Maggiore e da quelli del Santo Sepolcro rispetto alla chiesa di San Giacomo, fino ad allora non ancora parrocchia.

### Dal XVII secolo ad oggi

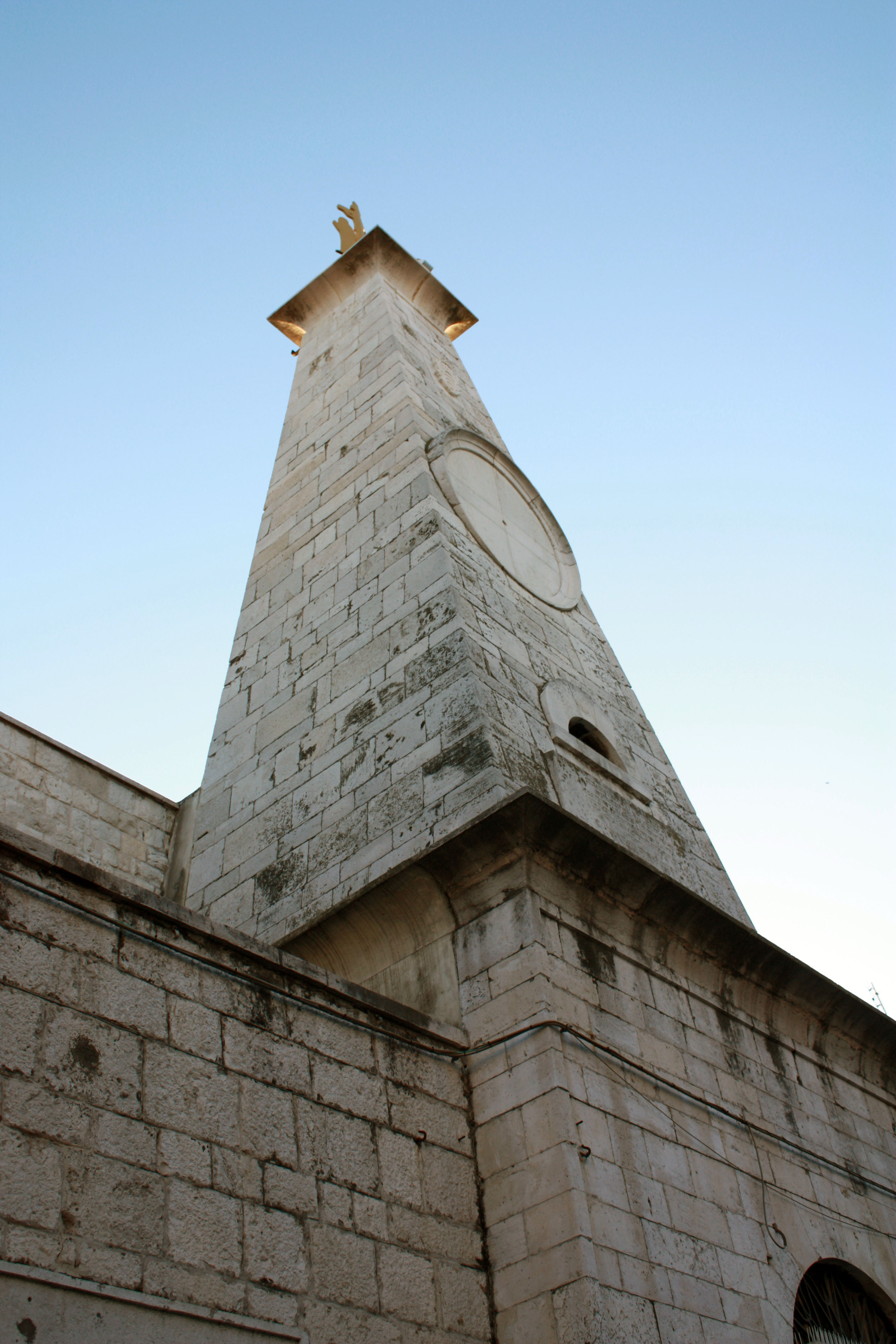
L'obelisco della chiesa sul prospetto nord

I frequenti litigi tra le tre più importanti chiese di Barletta giunsero nel 1610 a far precisamente stabilire l'ordine di presenza nelle processioni, ponendo per primi tre appartenenti a Santa Maria Maggiore, in seconda fila il prevosto di San Giacomo e infine il vicario del Santo Sepolcro. Nel XVI secolo venne fondata la Arciconfraternita del Santissimo Sacramento, la presenza in loco è menzionata nel documento del gennaio 1600, riguardante la Visita ad Limina del vescovo Giulio Caracciolo di Trani. (Archivio Segreto Vaticano, sez. S. Congr. Concilii, Relationes Tranen, 809A).
Nel 1726, in seguito al restauro della chiesa vi fu la sua riconsacrazione. Nel 1812 venne demolita la chiesa dell'Annunziata e il suo altare maggiore fu trasportato nella chiesa di San Giacomo. Nel 1843 venne costruito l'obelisco con orologio, di reminiscenze egizie, che ancora oggi è presente sul fronte settentrionale. Nel 1886 vi fu il tentativo di ampliare la chiesa medievale, già tanto manomessa durante i secoli ma ad impedirlo subentrò la crisi del 1889.
Tre anni dopo viene ufficialmente deliberato dal Consiglio Comunale l'acquisto di un nuovo orologio, che mostrasse l'ora verso le quattro facce del quartiere e non solo verso nord, come invece permetteva l'orologio posizionato sull'obelisco e così nel 1895 venne costruita la torre dell'orologio nella piazza antistante la chiesa.
Nel 1910 questa venne restaurata e nel 1923 venne inaugurata la Cappella del Sacro Cuore di Gesù. Nel 1945 venne realizzata la casa canonica e ventisei anni dopo vi fu il restauro del presbiterio.
Nel 2001 la chiesa ha subito ingenti lavori di restauro e consolidamento strutturale, che hanno riportato in luce le linee architettoniche originarie dell'edificio. Sono state ripristinate monofore di varie epoche, il soffitto a capriate del XVIII secolo, nonché la cappella del Santissimo Salvatore con la duecentesca volta a crociera.
La chiesa possiede un ricco patrimonio di tavole, tele, oggetti liturgici, reliquiari e paramenti sacri risalenti al periodo compreso tra il XIII e il XX secolo.

## Architettura

### L'esterno
L'edificio ha un orientamento est-ovest, parallelo a corso Vittorio Emanuele, con altare posto verso oriente e originariamente con l'accesso sul lato opposto. Il susseguirsi delle vicende urbanistiche e la costruzione di alcuni edifici a ridosso del fronte occidentale della chiesa, fa sì che oggi non possa essere più visibile l'antica facciata principale. Attualmente infatti l'ingresso è situato sul lato nord della chiesa, in quella che prende il nome di Porta maggiore, proprio su corso Vittorio Emanuele. Il lato meridionale è invece osservabile dal cortile a sud della chiesa e proprio su questo fronte sono state addossate la sacrestia e la cappella del Sacro Cuore. Il prospetto che si affaccia sul corso vede la presenza nel mezzo dell'obelisco con l'orologio, posto su un corpo avanzato rispetto alla linea del fronte esterno della chiesa.

### L'interno
L'interno della chiesa attualmente si sviluppa su navata unica, con transetto, presbiterio centrale con terminazione piatta addossata agli edifici civili adiacenti e pertanto non visibile dall'esterno e con cappelle laterali con volte a costoloni.
Nel mezzo dell'asse longitudinale dell'edificio ecclesiastico a sud trovano spazio la cappella del Sacro Cuore, costruita intorno ai primi anni del Novecento e al suo fianco la sacrestia, precedute entrambe da un vestibolo con ingresso arcuato.